# Micreola
Micreola is een geslacht van rechtvleugeligen uit de familie veldsprinkhanen (Acrididae). De wetenschappelijke naam van dit geslacht is voor het eerst geldig gepubliceerd in 1920 door Sjöstedt.

## Soorten
Het geslacht Micreola  is monotypisch en omvat slechts de volgende soort:
- Micreola nana (Sjöstedt, 1920)